# Joan VI d'Anhalt-Zerbst
Joan VI d'Anhalt-Zerbst -en alemany Johann VI von Anhalt-Zerbst- (Zerbst, 24 de març de 1621 ibídem, 4 de juliol de 1667) fou un noble alemany de la Casa d'Ascània. Poc després de néixer ja va succeir nominalment el seu pare com a príncep d'Anhalt-Zerbst, sota la tutela del seu oncle patern August d'Anhalt-Plötzkau, que actuà com a regent fins a la seva majoria d'edat. L'educació del príncep Joan anà a càrrec de la seva mare, sempre dins dels paràmetres de la més estricta religiositat.
En fer-se càrrec del govern del principat d'Anhalt-Zerbst establí el luteranisme com a religió oficial, i amplià amb diverses adquisicions els seus dominis. El 1642 va entrar a formar part de la Fruchtbringende Gesellschaft, la societat filològica i literària més important a l'Alemanya del segle xvii.

## Matrimoni i fills
Fill del príncep Rodolf (1576-1621) i de Magdalena d'Oldenburg (1585-1657), el 16 de setembre de 1649 es va casar al palau de Gottorp amb Sofia Augusta de Schleswig-Holstein-Gottorp (1630-1680), filla de Frederic III de Schleswig-Holstein-Gottorp (1597-1659) i de Maria Elisabet de Saxònia (1610-1684). Fruit d'aquest matrimoni nasqueren:
- Joan Frederic (1650-1651).
- Jordi (1651-1652).
- Carles Guillem (1652-1718), casat amb la princesa Sofia de Saxònia-Weinssenfels (1654-1724).
- Antoni (1653-1714), casat amb Augusta Antònia de Biberstein (1659-1736).
- Joan Adolf (1654-1726).
- Joan Lluís I (1656-1704), casat amb Cristina Elionor de Zeutsch (1666-1669).
- Joaquim Ernest (1657-1658).
- Magdalena Sofia (1658-1659).
- Frederic, nascut i mort el 1660).
- Hedwig Maria Elionor, nascuda i morta el 1662.
- Sofia Augusta (1663-1694), casada amb Joan Ernest III de Saxònia-Weimar (1664-1707).
- Albert, nascut i mort el 1665.
- August (1666-1667).